# Henryk Zięba
Henryk Zięba (ur. 20 sierpnia 1918, zm. 2 września 2012 w Poznaniu) – kolejarz, kolekcjoner, badacz historii kolei, rzeźbiarz, twórca kolejowej Izby Pamięci w Poznaniu.

## Życiorys
Pochodził z Kielecczyzny, gdzie ukończył szkołę zawodową. W poszukiwaniu pracy przeniósł się do Kościana, gdzie jego wuj był współwłaścicielem cukrowni. Ukończył gimnazjum Jana Kantego w Poznaniu. Pracował w Skarżysku-Kamiennej w parowozowni, a następnie na Jędrzejowskiej Kolei Wąskotorowej. Po II wojnie światowej osiedlił się na stałe w Poznaniu, gdzie rozwinął pasję kolekcjonerską i stworzył Izbę Pamięci Zachodniej Dyrekcji Okręgowej Kolei Państwowych. Uzupełnił maturę i skończył Politechnikę Poznańską. Od pracy biurowej stopniowo awansował do stanowiska naczelnika zarządu wagonów. Na emeryturze rozwinął się jako rzeźbiarz. Stworzył w drewnie ponad sto płaskorzeźb z polskimi orłami.
Pochowany 6 września 2012 na cmentarzu Górczyńskim.

## Publikacje
- Monografia Dyrekcji Okręgowej Kolei Państwowych w Poznaniu 1945-1992 (trzy tomy)
- Polskie orły. Rzeźby w drewnie 1222-1993